# إغليسياس (برغش)
بلدية إغليسياس (بالإسبانية: Iglesias)‏، هي إحدى بلديات مقاطعة برغش، التي تقع في منطقة قشتالة وليون، والتي تقع في شمال غرب إسبانيا.
يبلغ عدد سكانها 180 نسمة وفقاً لإحصائية سنة (2002).